# منطقه مدیترانه

منطقه مدیترانه

منطقه مدیترانه (به ترکی استانبولی: Akdeniz Bölgesi) یکی از ۷ منطقه در ترکیه که در بخش جنوبی و در محدوده دریای مدیترانه کشیده شده‌است.
منطقه مدیترانه از شرق به منطقه آناتولی جنوب شرق، شمال به منطقه آناتولی مرکزی، جنوب به دریای مدیترانه و در غرب به منطقه اژه محدود می‌شود.
جمعیت منطقه مدیترانه بر اساس سرشماری سال ۲۰۱۰ میلادی ۹٬۴۲۳٬۲۳۱ نفر بوده‌است.

## نگارخانه

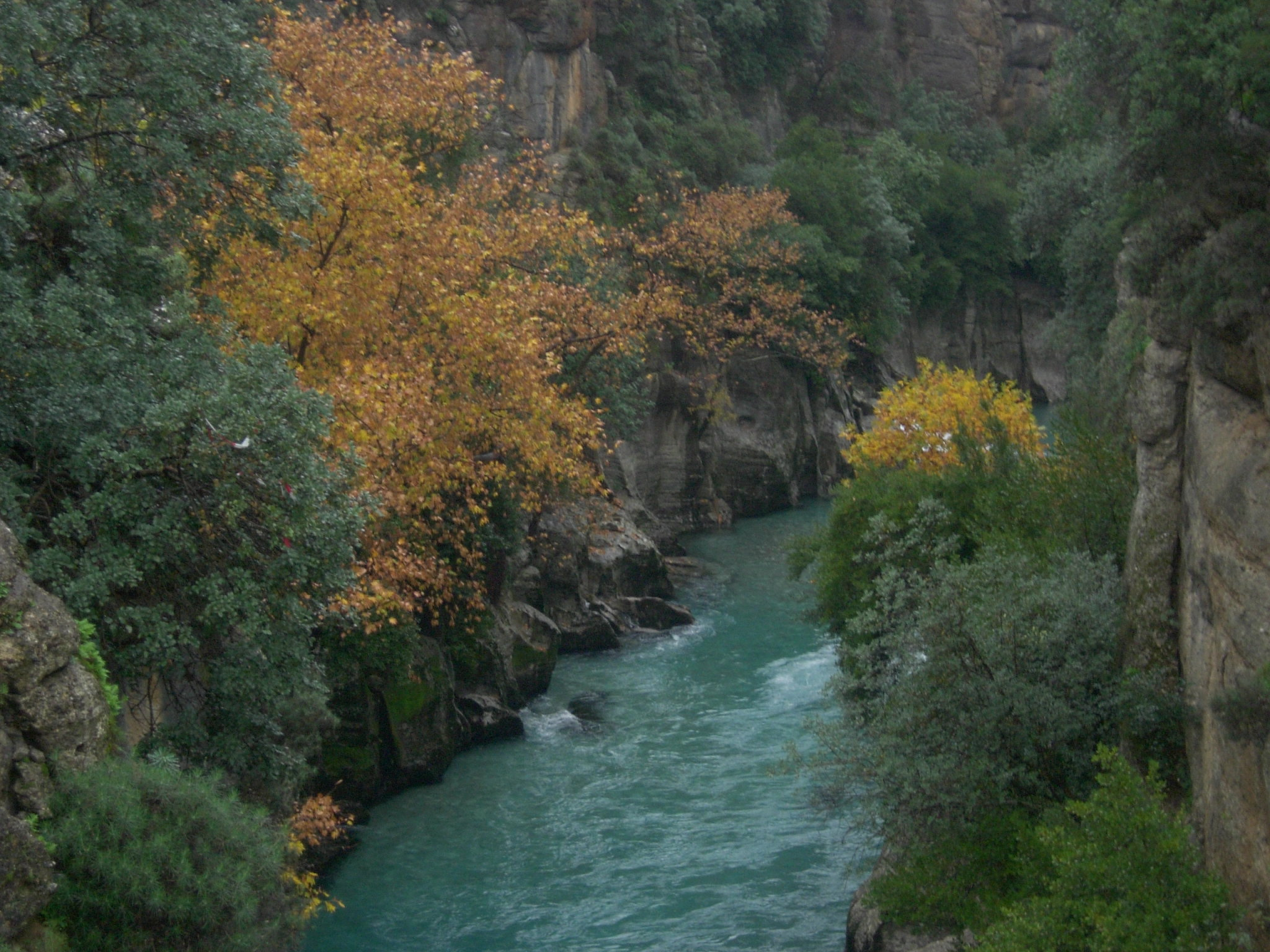
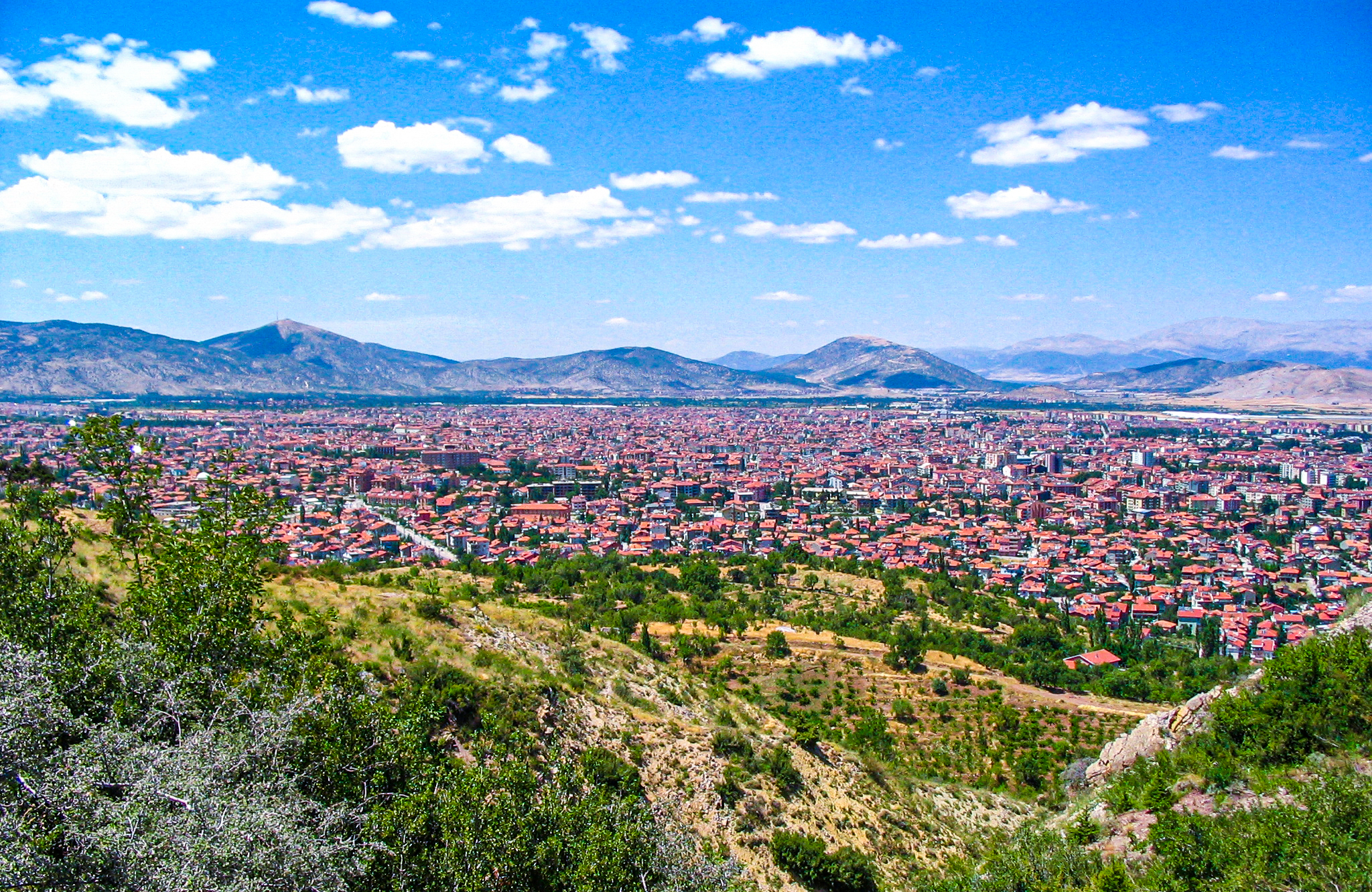
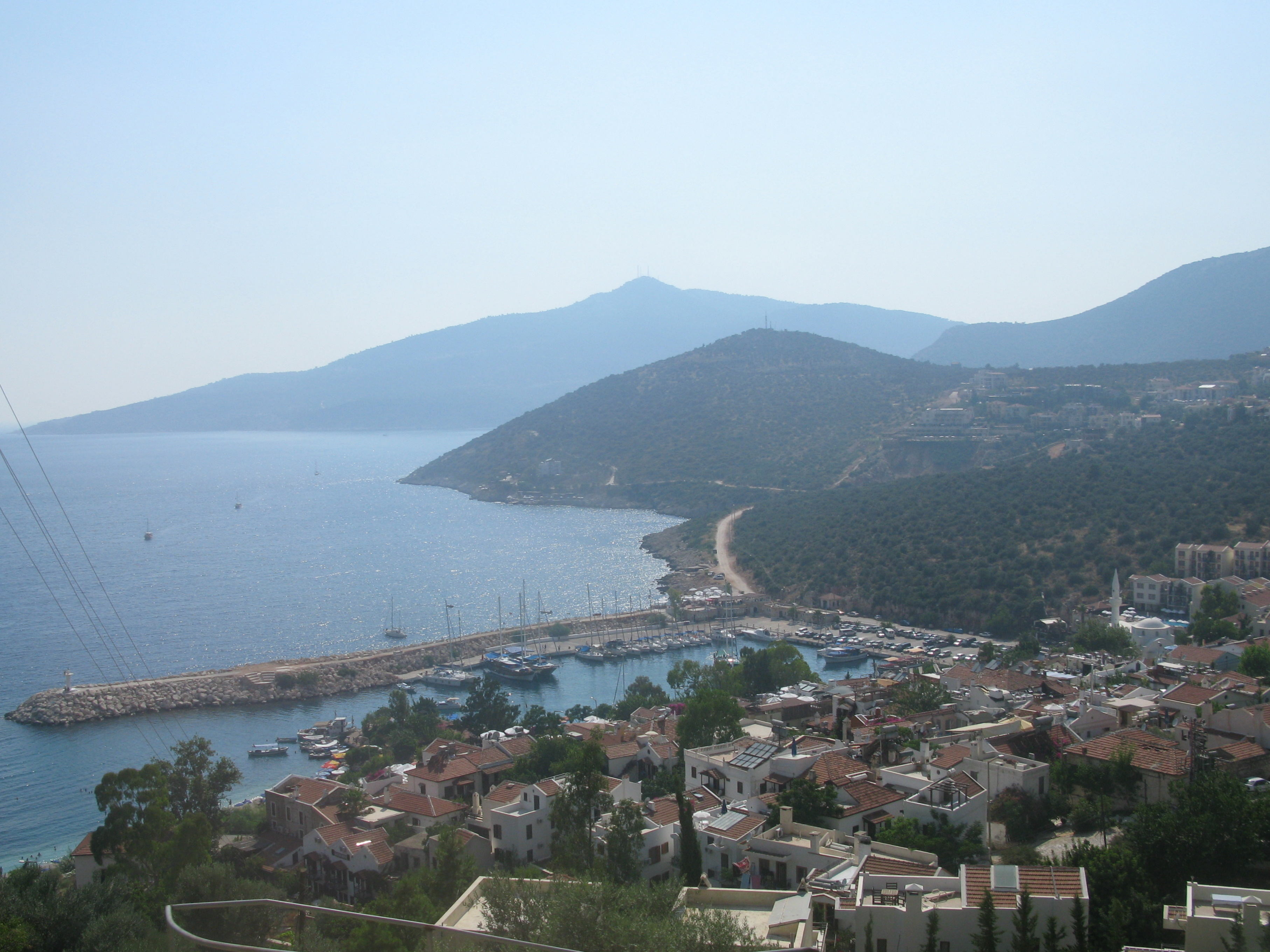
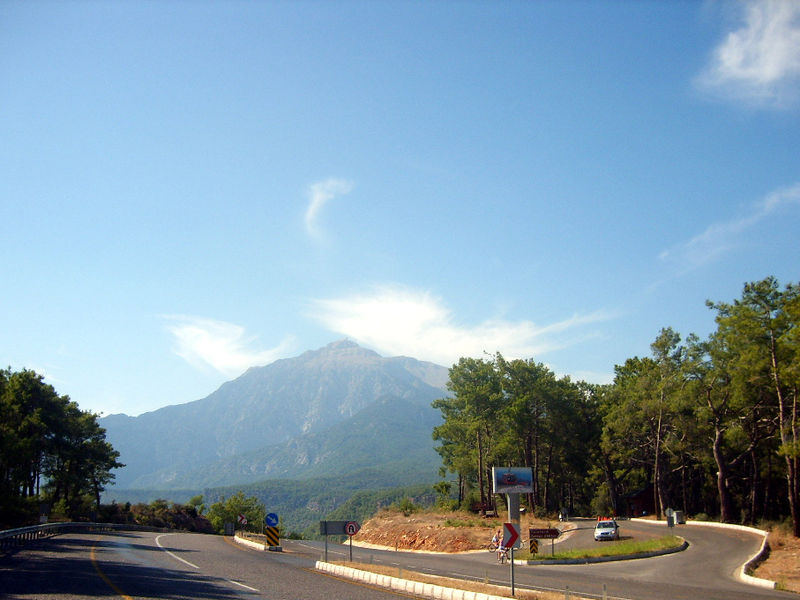
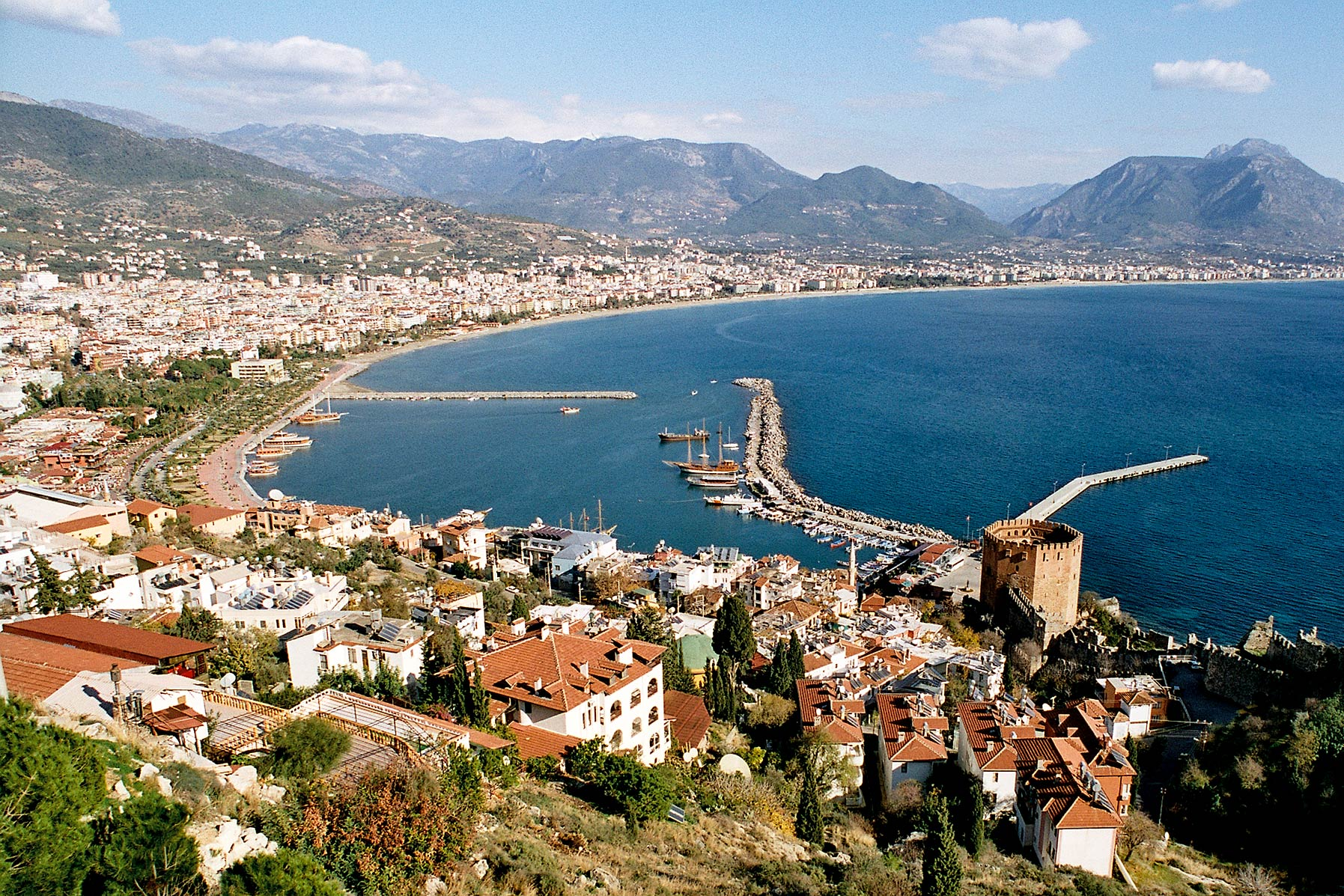
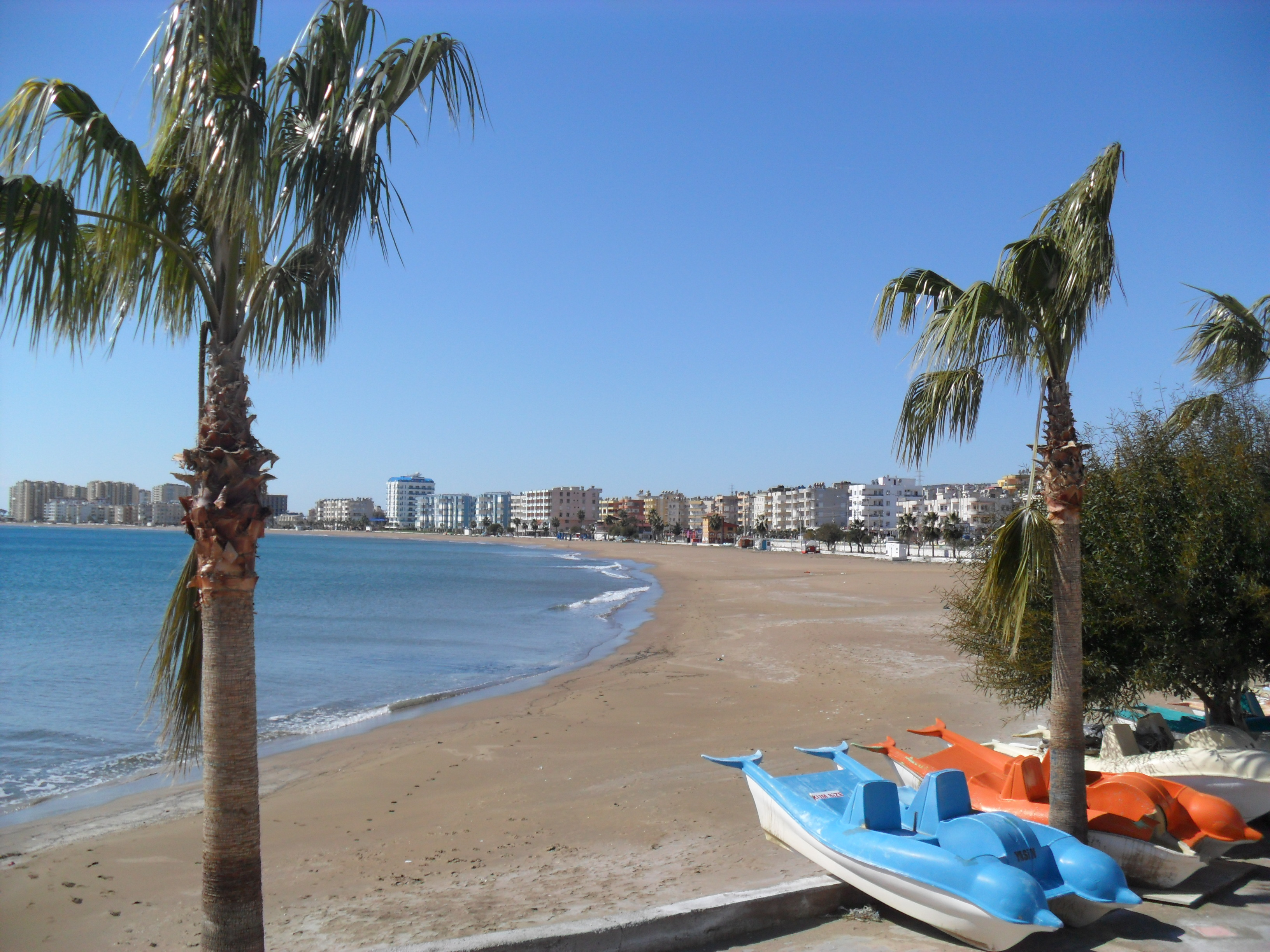
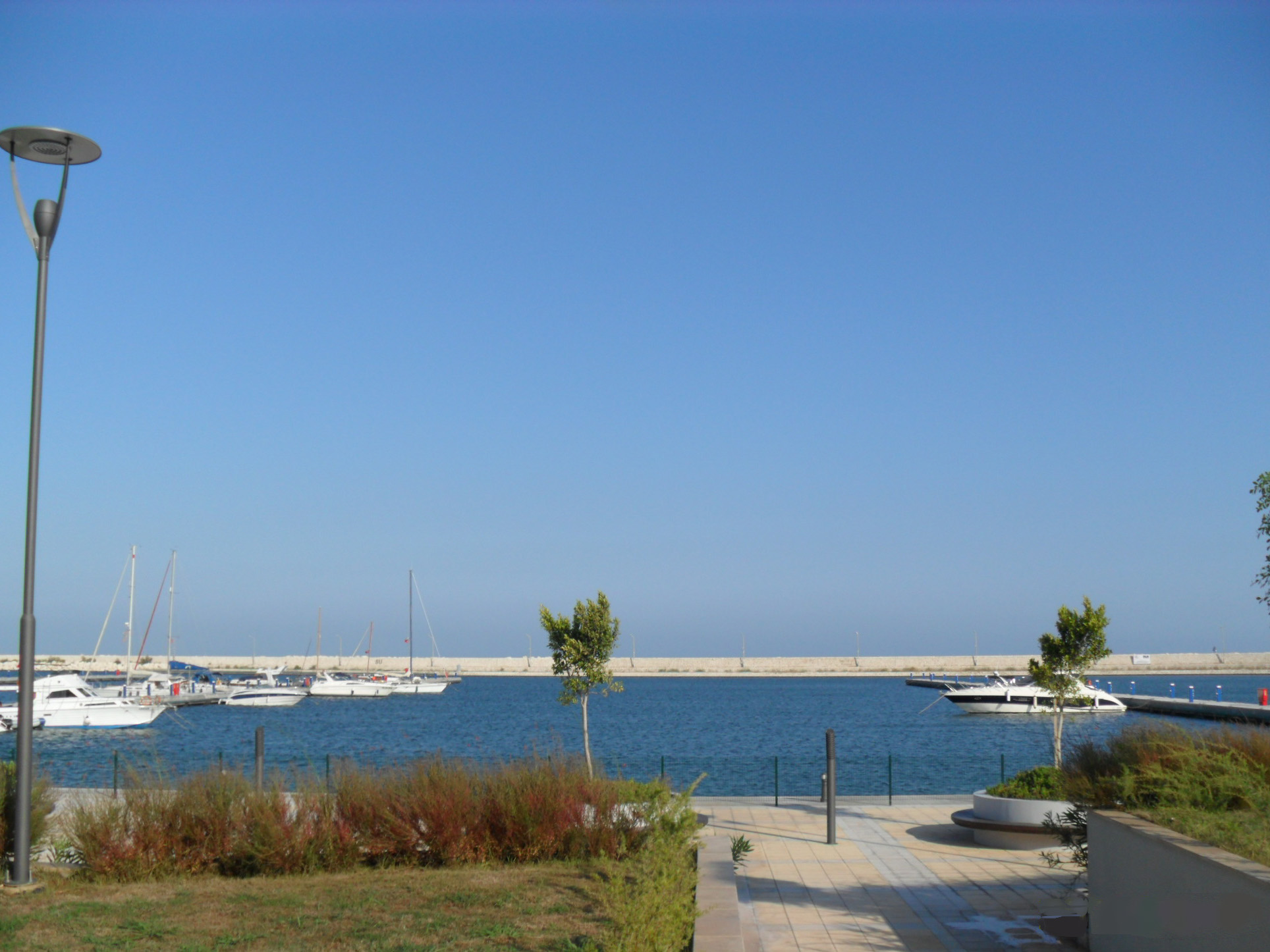
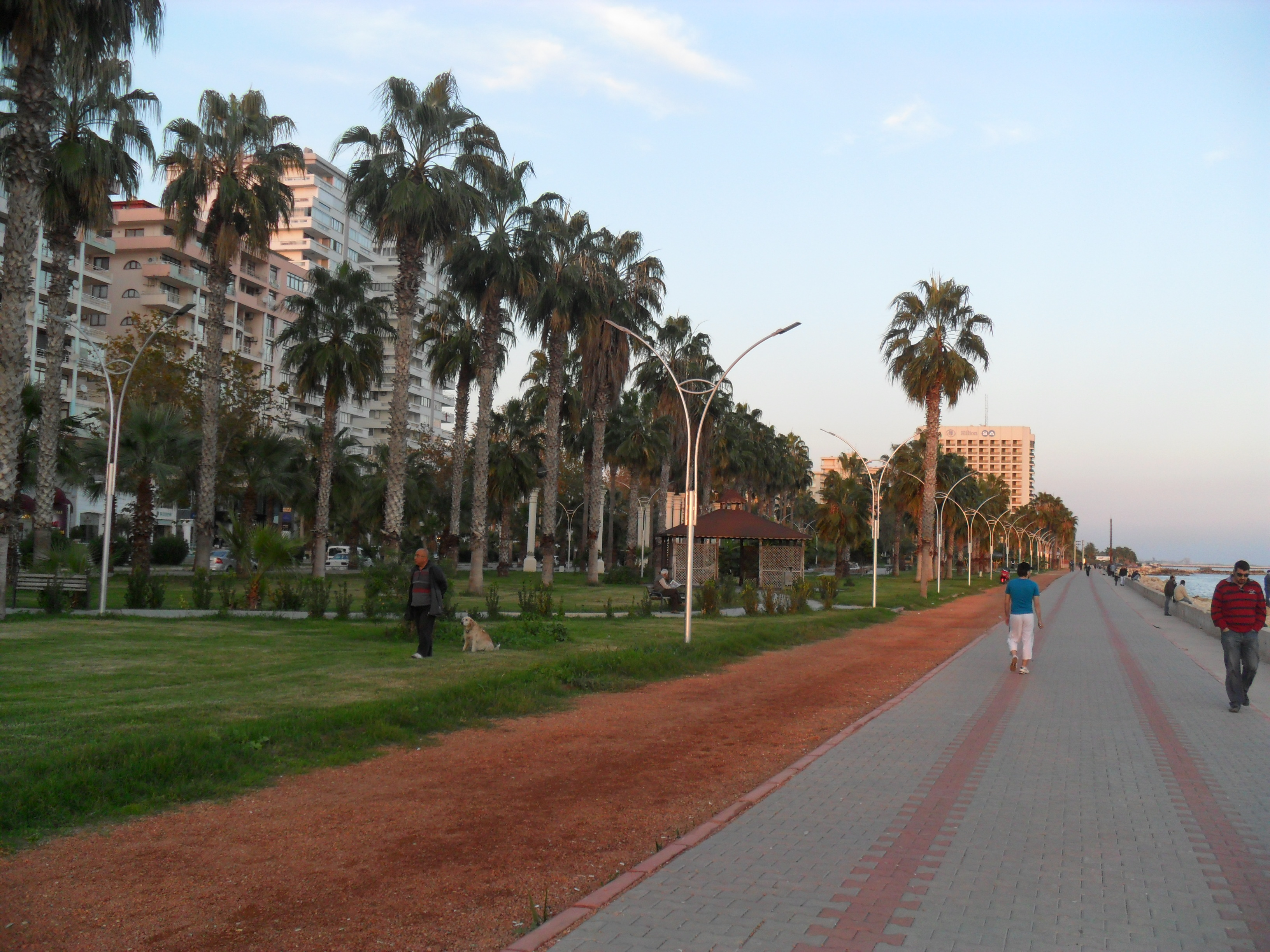
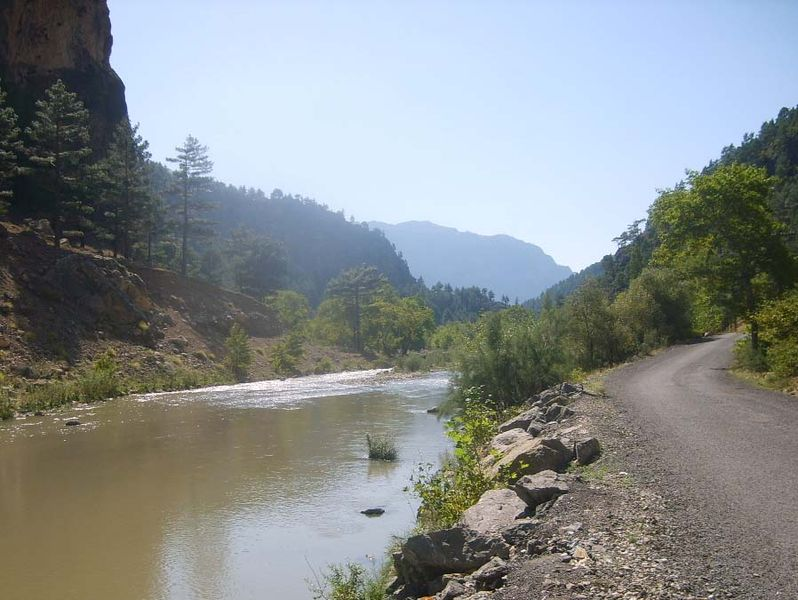
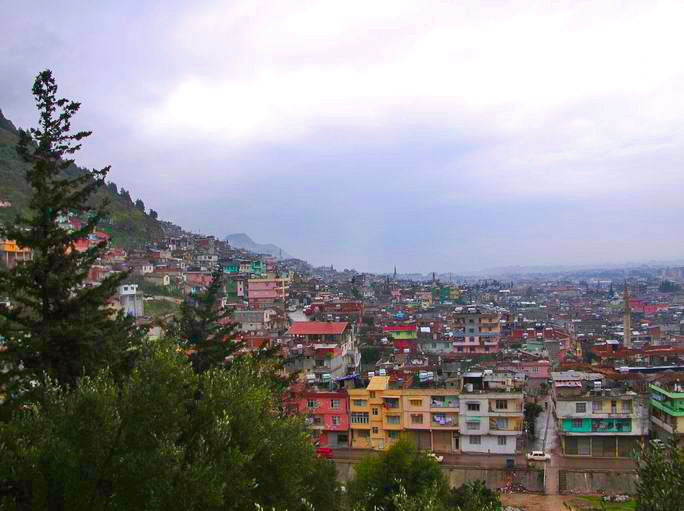
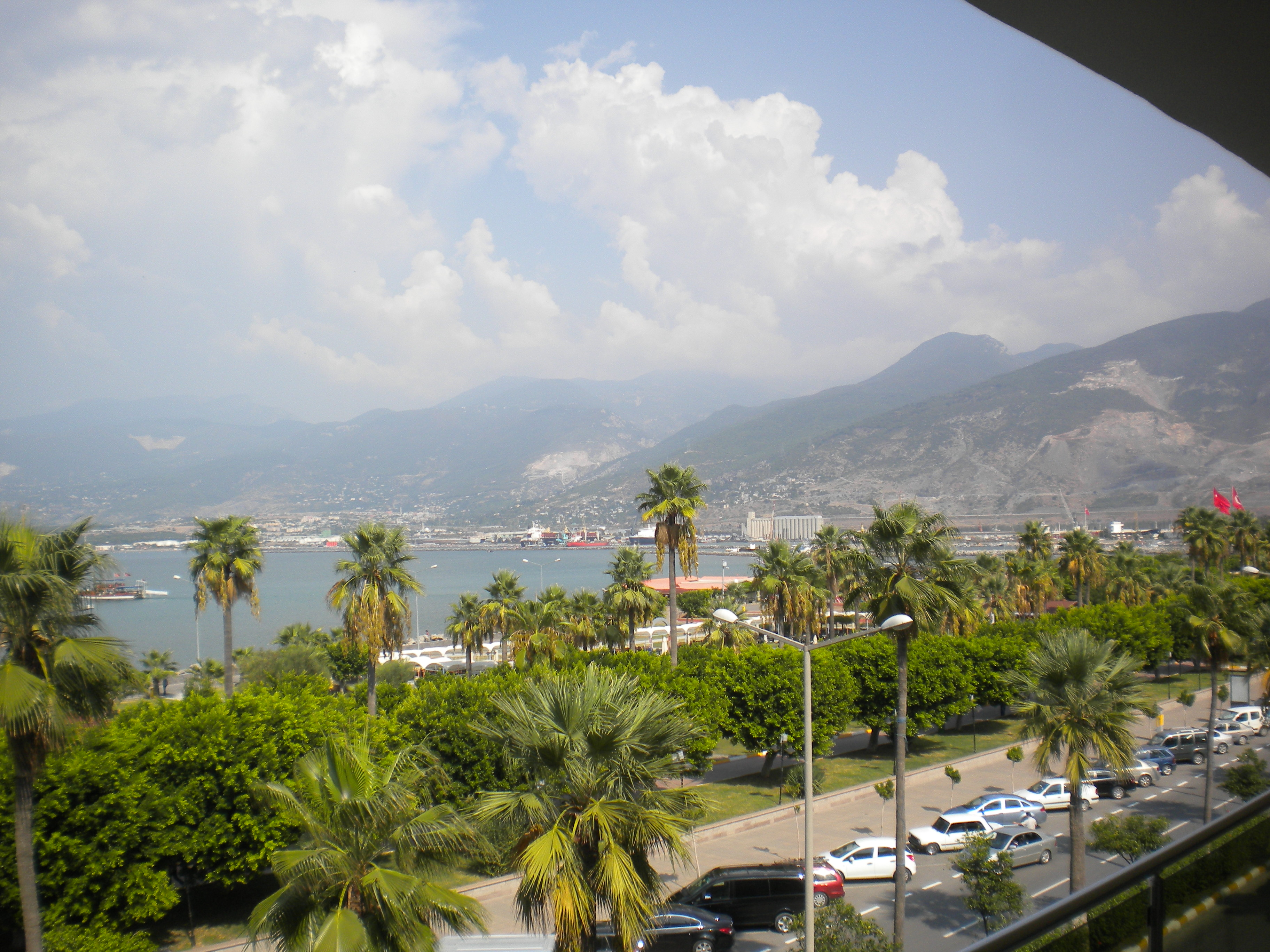
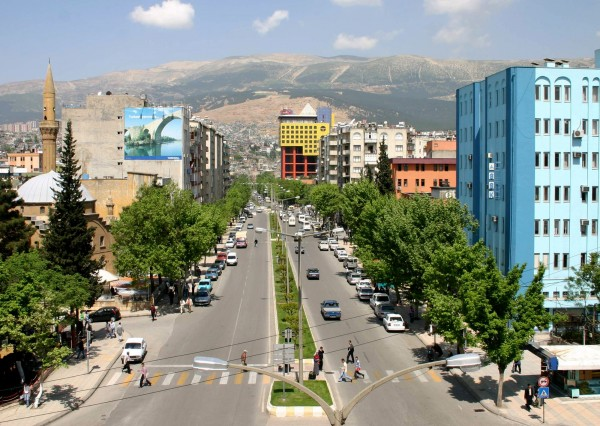

## استان‌ها

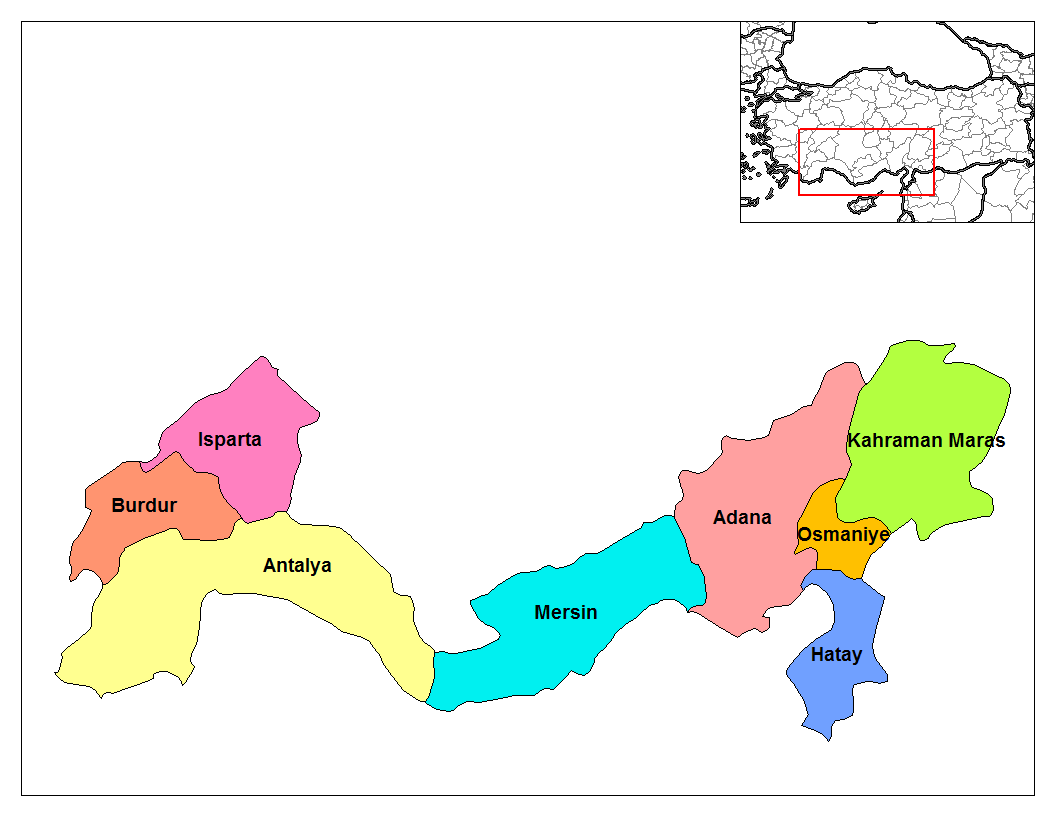

- آدانا
- اسپارتا
- آنتالیا
- بوردور
- ختای
- عثمانیه
- قهرمان مرعش
- مرسین